# Tribuna (periódico)
Tribuna fue un periódico chileno que circuló entre 1971 y 1973. Perteneciente a un grupo de políticos de derecha, se caracterizó por su estilo irreverente y descalificador, similar al utilizado por los periódicos Puro Chile y Clarín, adherentes a la Unidad Popular.

## Historia
La primera edición de Tribuna circuló el 19 de marzo de 1971. Su propietario era la Empresa Editora Tribuna Limitada, creada por un grupo de dirigentes del Partido Nacional —Sergio Onofre Jarpa, Mario Arnello Romo, Fernando Maturana Erbetta, Pedro Ibáñez Ojeda, Pablo Baraona Urzúa, Juan Luis Ossa Bulnes, Gonzalo Eguiguren Hodgson y Patricio Mardones Villarroel— que buscaban crear una contraparte a los periódicos de izquierda que atacaban a la derecha política. El diario se identificaba como opositor al gobierno de Salvador Allende.
Se ha señalado que Tribuna habría sido financiado en gran parte con fondos de la CIA como parte de los planes de dicha organización estadounidense para desestabilizar al gobierno de Allende.
Debido al estilo con que eran redactados titulares y crónicas, el periódico sufrió numerosas suspensiones de su publicación por parte de las autoridades, como por ejemplo el 5 de diciembre de 1971 —al publicar notas que «ofendían la dignidad de las instituciones de la Defensa Nacional y afectaban la moral de las Fuerzas Armadas», de acuerdo al jefe de Zona de Emergencia, Augusto Pinochet—, el 30 de diciembre de 1972 —ante lo cual intentaron eludir la acción judicial cambiando el nombre del periódico a En Guardia, cuyos ejemplares fueron requisados— y el 30 de junio de 1973 —al publicar informaciones falsas sobre el Tanquetazo—.
Durante la visita de Fidel Castro a Chile en 1971, Tribuna insinuaba de manera peyorativa que tanto Salvador Allende como el líder cubano eran homosexuales, especialmente luego de que Clarín publicara el 16 de noviembre de 1971 una fotografía de Castro abrazado con el secretario general de Gobierno, Jaime Suárez Bastidas, al finalizar un partido de baloncesto en María Elena. Mediante titulares de doble sentido como «Picos cordilleranos impresionaron a Fidel», «Fidel es un hijo de Punta Arenas. Ayer atracaron Castro y Chicho» o «Allende y Fidel navegan en los canales del sur: sobre las olas es la cosa ahora» y la publicación de la foto en cuestión en todas sus ediciones durante la visita del primer ministro cubano, Tribuna utilizó la homosexualidad como burla hacia Castro y Allende.
El periódico no apareció durante unos días tras el golpe de Estado del 11 de septiembre de 1973, retomando sus publicaciones el 21 de septiembre. Sin embargo, la Junta Militar ordenó la suspensión indefinida de Tribuna el 13 de diciembre de 1973 debido a la publicación de informaciones consideradas alarmistas por parte de las autoridades militares. El mismo mes Tribuna se declaró en quiebra por parte de su propietario, Gonzalo Eguiguren.

## Eslóganes
- 1971-1972 Diario de la mañana para todos los chilenos
- 1972-1973 El diario que no transige con los enemigos de Chile